# Zetzellia
Genre
Le genre Zetzellia rassemble des acariens prédateurs de la famille des Stigmaeidae, dont les formes mobiles ont pour proies principalement les acariens présents sur les arbres fruitiers.